# Marcus Caecilius Metellus (praetor in 206 v.Chr.)
Marcus Caecilius Metellus was een Romeinse politicus en de zoon van Lucius Caecilius Metellus.
Hij was in 208 v.Chr. aedilis plebis, vervolgens in 206 v.Chr. praetor urbanus. In 205 v.Chr. werd hij als gezant naar het hof van Attalus I van Pergamon gezonden, om het beeld van Cybele van daar naar Rome te brengen.

## Referentie
- art. Caecilii (4), in F. Lübker - trad. ed. J.D. Van Hoëvell, Classisch Woordenboek van Kunsten en Wetenschappen, Rotterdam, 1857, p. 168.